# Amarant (farve)
Amarant (#E52B50)
 For alternative betydninger, se Amarant. (Se også artikler, som begynder med Amarant)
Amarant er en rødlig-rosa farve som repræsenteres af farven på blomsterne af planten amarant (plante). Farvestoffet amaranth bruges som tilsætningsstof og har E-nummer 123.
| Artikelstump | Spire Denne artikel om en farve er en spire som bør udbygges. Du er velkommen til at hjælpe Wikipedia ved at udvide den. |